# Hydropsyche aiakos
Hydropsyche aiakos är en nattsländeart som beskrevs av Malicky 1997. Hydropsyche aiakos ingår i släktet Hydropsyche och familjen ryssjenattsländor. Inga underarter finns listade i Catalogue of Life.